# Kings Plaza
Kings Plaza (oficialmente Kings Plaza Shopping Center) es un centro comercial del barrio de Mill Basin de Brooklyn, Nueva York (Estados Unidos). Inaugurado en septiembre de 1970, está ubicado en la esquina sureste de Flatbush Avenue y Avenue U, justo al norte de Floyd Bennett Field. Las tiendas ancla del centro comercial incluyen Best Buy, Burlington, Lowe's, Macy's, Primark y Zara. Las tiendas ancla anteriores del centro comercial incluyen Alexander's, JCPenney y Sears. El centro comercial fue originalmente propiedad de una empresa conjunta entre Macy's y Alexander's, y actualmente es propiedad y es administrado por Macerich. Con aproximadamente 4200 puestos de trabajo en servicios minoristas y más de 120 tiendas individuales, Kings Plaza es el centro comercial cubierto más grande del distrito de Brooklyn.

## Descripción
Kings Plaza está ubicado a lo largo del lado sur de Avenue U, entre Flatbush Avenue al oeste y East 58th Street al este. El centro comercial ocupa 93 077 m². La cuadra principal del se encuentra entre Flatbush Avenue y East 55th Street. Tiene dos niveles de tiendas de centros comerciales, junto con las ubicaciones de anclaje de Macy's y las antiguas Sears/Alexander's que tienen cuatro pisos de altura.  Ambas tiendas ancla tienen alrededor de 30 658 m². En el extremo sur de la cuadra hay un estacionamiento de varios niveles, accesible desde Flatbush Avenue en dirección norte y East 55th Street.  El garaje se construyó con columnas especializadas de hormigón pretensado y tiene capacidad para casi 4000 autos. El bloque este está ocupado únicamente por la ubicación de Lowe's y su estacionamiento contiguo.  El bloque se usó por completo para estacionamiento antes de la construcción de Lowe's. En el extremo más oriental del sitio que se extiende hasta East 58th Street se encuentra Mill Basin Plaza, un complejo separado propiedad de Kimco Realty. Cuenta con las tiendas The Home Depot, Walgreens y Petland Discounts.
A diferencia de los centros comerciales tradicionales de los Estados Unidos, donde el estacionamiento suele ser gratuito, los compradores que visitan Kings Plaza (así como la mayoría de los demás centros comerciales de Nueva York) tienen que pagar por el estacionamiento dentro del estacionamiento.
Al este y al sur del centro comercial se encuentra Mill Basin Inlet, que separa el centro comercial del barrio del mismo nombre. Un puerto deportivo llamado Kings Plaza Marina se encuentra a lo largo del perímetro del estacionamiento. El propósito original del puerto deportivo era permitir a los compradores viajar al centro comercial en barco.
Kings Plaza tiene su propia planta de cogeneración en el techo del centro comercial, denominada Kings Plaza Total Energy Plant. La planta utiliza cuatro motores de gas natural Deutz AG para producir todas las necesidades de electricidad del centro comercial, mientras que el calor del escape del motor se utiliza para calentar y enfriar el edificio. Como parte de un reciente esfuerzo de sostenibilidad, Macerich ha equipado la planta con una interconexión para proporcionar hasta 6 MW de energía excedente a la red local de Con Edison cuando sea necesario, lo que se ha utilizado especialmente en la temporada de calor del verano. La planta, que se construyó con el centro comercial, originalmente utilizaba cinco motores diésel fabricados por Nordberg.

### Transporte
El centro comercial actúa como terminal para las rutas de autobuses de la zona. Los B46 SBS B2 y B46 utilizan una terminal de autobuses dedicada en el lado de Flatbush Avenue del centro comercial, el B3 y Q35 sirven al centro comercial en paradas intermedias y el B47 termina en la entrada Avenue U del centro comercial. La terminal fue renovada en 2005. Desde abril de 2017 debido a la construcción, los autobuses B2 y B9 terminan en la esquina noreste de Flatbush Avenue y Avenue U, usando la parada Q35 existente.
Las estaciones de metro más cercanas de Nueva York son Avenida Flatbush–Brooklyn College (trenes 2 y 5) en la Línea de la Avenida Nostrand en Midwood, y Avenue U (Q entrenar) y estaciones Kings Highway (trenes B y Q) en la línea Brighton en Sheepshead Bay y Midwood respectivamente.

## Historia

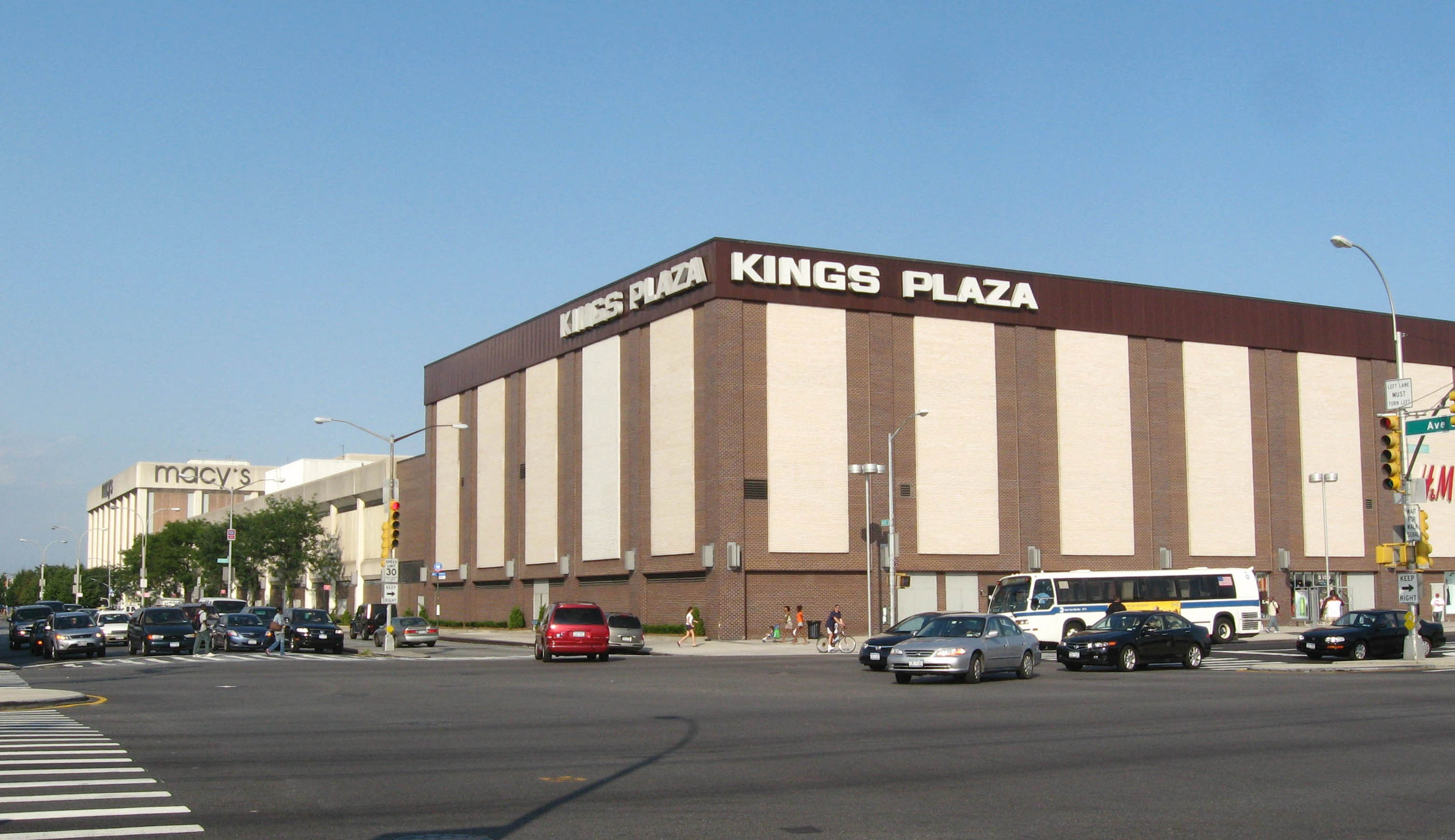
Kings Plaza, mirando desde la esquina de Flatbush Avenue y Avenue U, como apareció en 2008. Desde entonces, Best Buy abrió a la derecha de la imagen, mientras que las renovaciones cambiaron la fachada exterior.

Antes de la construcción de Kings Plaza, el sitio estaba ocupado por una instalación de almacenamiento de petróleo de Standard Oil, construida en la década de 1930. Posteriormente, el sitio fue ocupado por un productor de plásticos y un garaje de automóviles. En 1965, la cadena de tiendas por departamentos Alexander anunció que construiría una nueva tienda en Flatbush Avenue y Avenue U, con el fin de expandirse al sureste de Brooklyn en respuesta al desarrollo residencial en Flatlands y Canarsie. Alexander's competía con E. J. Korvette para construir una tienda en el área. En 1966, el centro comercial se planeó como una empresa conjunta entre Macy's y Alexander's.
Se inició la construcción en Kings Plaza el 8 de julio de 1968. Las ceremonias fueron oficiadas por el presidente de Alexander, Alexander S. Farkas, y el presidente de Macy, David L. Yunich, con la presencia del alcalde John Lindsay y el presidente del condado de Brooklyn, Abe Stark. El financiamiento del proyecto fue proporcionado por John Hancock Financial. Como parte de la construcción del centro comercial, Flatbush Avenue y Avenue U fueron rehabilitadas, lo que incluyó la expansión de Flatbush al sur de Utica Avenue a su ancho actual. La terminal de autobuses en Flatbush Avenue también se construyó junto con el centro comercial.

### Apertura y primeros años
El centro comercial abrió en septiembre de 1970, justo después del Día del Trabajo, con 79 tiendas. Entre estas tiendas se encontraba la primera ubicación de la cadena de pizzerías Sbarro.  También se abrió un cine de dos pantallas junto con Kings Plaza, mientras que se esperaba que abriera un puerto deportivo en Mill Basin el próximo año.  El centro comercial fue el primero en la ciudad en estar completamente cerrado y con aire acondicionado. En protesta por el nuevo centro comercial, los residentes locales colocaron barricadas en las calles laterales cercanas para evitar que la congestión del tráfico se extendiera a los bloques residenciales. El centro comercial se había expandido a 125 tiendas al año siguiente.  La primera "cena-teatro profesional" en Brooklyn abrió en Cooky's Steak Pub, ubicado dentro del centro comercial, tres años después. El número de visitantes creció durante la primera década de funcionamiento del centro comercial. Aunque los propietarios de Kings Plaza no dieron a conocer las cifras oficiales de visitas, en 1983, había 20 000 autos pasando por el estacionamiento del centro comercial cada día, y la ciudad ganaba 12 millones de dólares por año del impuesto a las ventas recaudado en cada una de las 150 tiendas. Sin embargo, tanto los comerciantes como los compradores expresaron su preocupación por el robo en Kings Plaza, y ese año, el centro comercial expandió su fuerza de seguridad privada.
Inicialmente, los compradores podían aparcar en Kings Plaza de forma gratuita. A mediados de 1983, los dueños del centro comercial propusieron instituir un cargo de estacionamiento de 50 centavos para pagar las mejoras y la fuerza de seguridad privada, que se cobrará a partir de octubre de 1983. Las reacciones de los compradores hacia la tarifa propuesta fueron mixtas, pero los residentes locales se opusieron vehementemente a la tarifa, lo que provocó que se retrasara su implementación. El mismo mes en que comenzaría la recaudación de tarifas de estacionamiento, los líderes comunitarios organizaron una protesta contra las tarifas propuestas. La tarifa de estacionamiento se estableció en enero de 1984 y duró cuatro días antes de que el gobierno de Nueva York ordenara al centro comercial que dejara de cobrar la tarifa hasta que se pudiera completar un estudio sobre los impactos ambientales. Más tarde ese mes, la tarifa de estacionamiento se restableció después de que los Departamentos de Protección Ambiental y de Edificios descubrieron que la tarifa no causaría efectos adversos, que se cobró al salir del estacionamiento.
Macy's vendió el 50 % de la propiedad del centro comercial a Alexander's en 1985 y les vendió la otra mitad tres años después. En 1992, Alexander's se declaró en quiebra y cerró todas sus tiendas, incluida la ubicación de Kings Plaza. Las propiedades inmobiliarias de Alexander, incluida Kings Plaza, seguirían viviendo como afiliada de Vornado Realty Trust, quien asumió la administración de la propiedad. El espacio permaneció vacío hasta 1997, cuando Sears se hizo cargo del sitio. Aunque se esperaba que la apertura de Sears revitalizara las tiendas restantes en Kings Plaza, existía la preocupación de que las áreas comerciales más nuevas en Brooklyn, como Atlantic Terminal, el centro comercial peatonal Fulton Street o el distrito comercial de Flatbush, crearan competencia con Kings Plaza.

### Mejoras
Un programa de renovación de 50 millones de dólares, que comenzó en mayo de 1999, incluyó una nueva entrada de vidrio en Flatbush Avenue y mejoras en el interior del centro comercial. Alrededor de 2002, los propietarios del centro comercial planearon construir una adición al centro comercial, en el estacionamiento en el lado este de la calle 55. Como se planeó originalmente, habría agregado 9290 m² al centro comercial, con una tienda de mejoras para el hogar, un multicines que reemplazaría el teatro del centro comercial original y un espacio de estacionamiento interior. Se había planeado un nuevo complejo en el sitio desde 1997.
El estacionamiento se cerró a mediados de 2003 en preparación para la adición. Lowe's firmó para ocupar la tienda de mejoras para el hogar dos años después. La expansión enfrentó una reacción violenta de la comunidad debido a los temores de un aumento del tráfico en el área. Los desarrolladores, Vornado Realty Trust (los sucesores de Alexander's) y el Departamento de Planificación Urbana de la Ciudad de Nueva York también fueron acusados de conspirar para mantener a la comunidad local en la oscuridad sobre el progreso de la adición.  La oposición de la comunidad llevó a los desarrolladores a reducir el tamaño de la expansión a la única tienda de Lowe's.   La construcción comenzó en 2009, y Lowe's se inauguró el 23 de julio de 2010. El AMC Theatres, un inquilino original, cerró sus puertas en enero de 2010. Otras renovaciones convirtieron el antiguo teatro en una nueva ubicación de Best Buy.

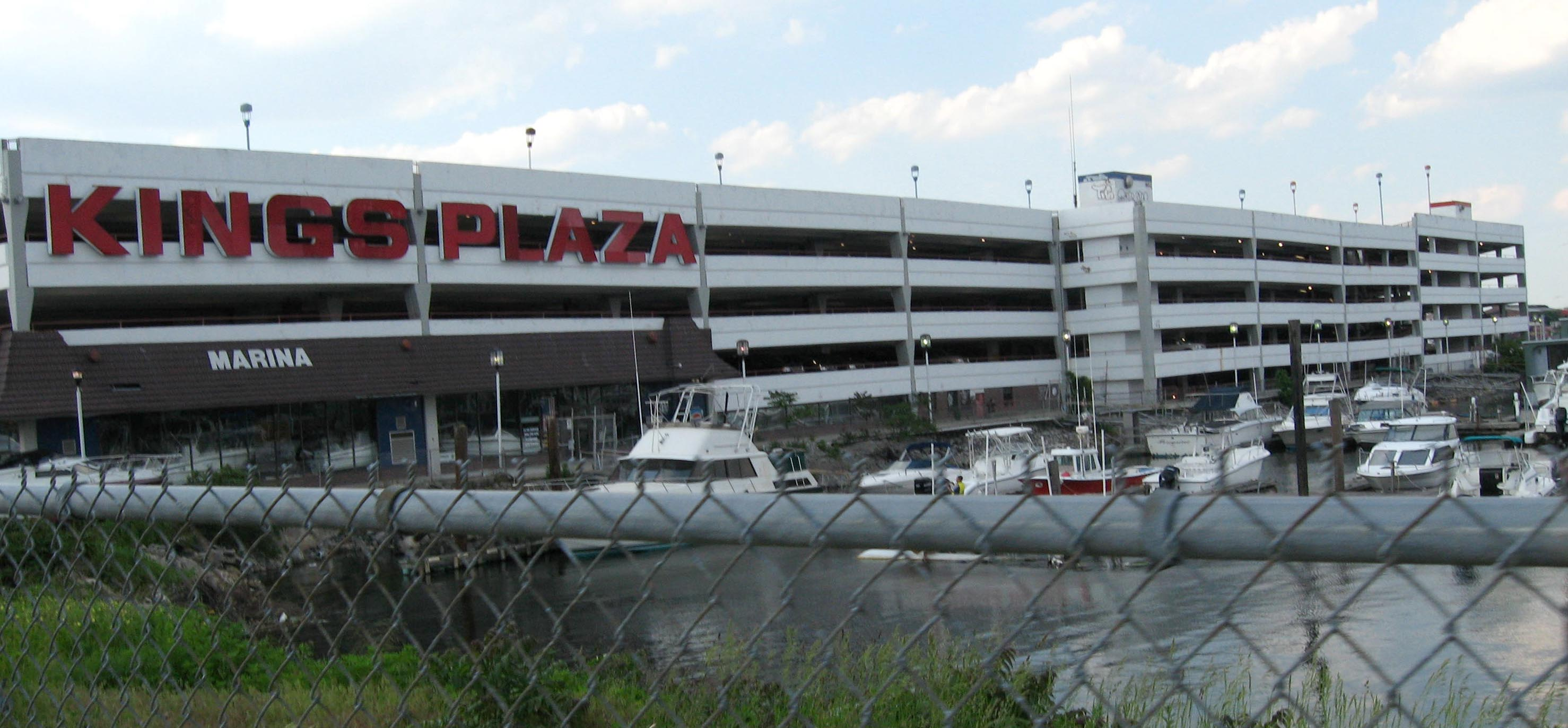
Plaza de garaje y puerto deportivo del centro comercial

En mayo de 2012 se anunció que Alexander's/Vornado planeaba vender el centro comercial con el resto de la cartera de centros comerciales cerrados de Vornado. Cinco meses después, Macerich anunció que compraría el centro comercial, en un trato que se cerró a fines de ese año. Después de la compra de Macerich, Kings Plaza se sometió a un importante proyecto de renovación que incluyó la reconstrucción del estacionamiento, la renovación de la fachada exterior y la señalización, así como una renovación de las áreas comunes interiores y la decoración.
En septiembre de 2016, Macerich anunció que la tienda Sears en Kings Plaza sería cerrada y reemplazada por dos minoristas europeos: Primark y Zara. Posteriormente se anunció que Burlington abriría a mediados de 2018 en las antiguas oficinas del cuarto piso de Sears, mientras que J. C. Penney abrió un multinivel de 7000 m² en una parte de la antigua Sears en agosto de 2018. El 8 de julio de 2020, se anunció que J. C. Penney cerraría como parte de un plan para cerrar 151 tiendas en todo el país. La tienda cerró el 27 de septiembre de 2020. Esta tienda solo estuvo abierta durante 2 años.

### Incidentes
El 26 de diciembre de 2013, varios cientos de adolescentes agredieron a los visitantes y destrozaron el centro comercial, lo que obligó a cerrarlo. El incidente comenzó alrededor de las 5 p. m. y continuó hasta que el centro comercial cerró a las 7 p. m. Se emitió una regla temporal de "no adolescentes", que prohíbe a todas las personas menores de edad sin un adulto acompañante.  Una adolescente fue arrestada, pero no acusada. No hubo personas muertas ni heridas de gravedad durante el ataque. Se informó que el incidente fue un flashmob violento organizado a través de redes sociales  y destinado a convertirse en "el juego de eliminación más grande del mundo".
En la mañana del 17 de septiembre de 2018, se desató un incendio de siete alarmas en los niveles del segundo y tercer piso del estacionamiento del centro comercial. Entre 250 y 300 bomberos respondieron al incendio y 21 personas resultaron heridas por el incendio, incluidos 18 bomberos. En el segundo nivel estaban aparcados ciento veinte coches pertenecientes a un concesionario de coches. El Departamento de Policía de Nueva York detuvo a un sospechoso y presentó cargos de incendio provocado el mismo día.